# بالميرا (مين)
بالميرا (بالإنجليزية: Palmyra, Maine)‏ هي بلدة أمريكية تقع في الولايات المتحدة في Somerset County. يقدر عدد سكانها بـ 2,134 نسمة ومساحتها 107.33 كم2 وترتفع عن سطح البحر 80 متر.

## التركيبة السكانية
قام مكتب تعداد الولايات المتحدة بتحديد بيانات التركيبة السكانية لبالميرا في تعداد الولايات المتحدة. في ما يلي، التركيبة السكانية حسب تعدادي 2000 و2010.

### تعداد عام 2000
بلغ عدد سكان بالميرا 1,953 نسمة بحسب تعداد عام 2000، وبلغ عدد الأسر 768 أسرة وعدد العائلات 543 عائلة مقيمة في البلدة. في حين سجلت الكثافة السكانية 48.6 نسمة لكل ميل مربع (18.8/كم2). وبلغ عدد الوحدات السكنية 851 وحدة بمتوسط كثافة قدره 21.2 نسمة لكل ميل مربع (8.2/كم2).
وتوزع التركيب العرقي للبلدة بنسبة 98.52% من البيض و 0.26% من الأمريكيين الأصليين و 0.36% من الأمريكيين ذوي الأصول الآسيوية و 0.77% من عرقين مختلطين أو أكثر.
بلغ عدد الأسر 768 أسرة كانت نسبة 30.6% منها لديها أطفال تحت سن الثامنة عشر تعيش معهم، وبلغت نسبة الأزواج القاطنين مع بعضهم البعض 59.8% من أصل المجموع الكلي للأسر، ونسبة 5.9% من الأسر كان لديها معيلات من الإناث دون وجود شريك، وكانت نسبة 29.2% من غير العائلات. تألفت نسبة 23.3% من أصل جميع الأسر من أفراد ونسبة 10.7% كانوا يعيش معهم شخص وحيد يبلغ من العمر 65 عاماً فما فوق. وبلغ متوسط حجم الأسرة المعيشية 2.98، أما متوسط حجم العائلات فبلغ 2.54.
بلغ العمر الوسطي للسكان 39 عاماً. وكانت نسبة 25.4% من القاطنين تحت سن الثامنة عشر، وكانت نسبة 6.9% بين الثامنة عشر والأربعة وعشرون عاماً، ونسبة 27.3% كانت واقعةً في الفئة العمرية ما بين الخامسة والعشرون حتى والأربعة وأربعون عاماً، ونسبة 25.7% كانت ما بين الخامسة والأربعون حتى الرابعة والستون، ونسبة 14.7% كانت ضمن فئة الخامسة والستون عاماً فما فوق. يوجد لكل 100 أنثى 97.5 ذكر، ويوجد لكل 100 أنثى في الثامنة عشر من عمرها فما فوق 93.0 ذكر.
بلغ متوسط دخل الأسرة في البلدة 31,287 دولار، أما متوسط دخل العائلة فبلغ 35,150 دولار. وكان متوسط دخل الذكور 27,500 دولار مقابل 19,402 دولار للإناث. وسجل دخل الفرد الخاص بالبلدة 13,717 دولار. وكانت نسبة 12.8% من العائلات ونسبة 16.6% من السكان تحت خط الفقر، وكان من هؤلاء نسبة 21.8% تحت سن الثامنة عشر ونسبة 16.1% في الخامسة والستين من العمر وما فوق.

### تعداد عام 2010
بلغ عدد سكان بالميرا 1,986 نسمة بحسب تعداد عام 2010، وبلغ عدد الأسر 809 أسرة وعدد العائلات 552 عائلة مقيمة في البلدة. في حين سجلت الكثافة السكانية 49.5 نسمة لكل ميل مربع (19.1/كم2). وبلغ عدد الوحدات السكنية 943 وحدة بمتوسط كثافة قدره 23.5 لكل ميل مربع (9.1/كم2).
وتوزع التركيب العرقي للبلدة بنسبة 97.7% من البيض و 0.6% من الأمريكيين الأصليين و 0.2% من الأمريكيين ذوي الأصول الآسيوية و 0.2% من الأمريكيين الأفارقة و 1.3% من عرقين مختلطين أو أكثر.
بلغ عدد الأسر 809 أسرة كانت نسبة 27.6% منها لديها أطفال تحت سن الثامنة عشر تعيش معهم، وبلغت نسبة الأزواج القاطنين مع بعضهم البعض 53.3% من أصل المجموع الكلي للأسر، ونسبة 10.5% من الأسر كان لديها معيلات من الإناث دون وجود شريك، بينما كانت نسبة 4.4% من الأسر لديها معيلون من الذكور دون وجود شريكة وكانت نسبة 31.8% من غير العائلات. تألفت نسبة 23.4% من أصل جميع الأسر من أفراد ونسبة 10.6% كانوا يعيش معهم شخص وحيد يبلغ من العمر 65 عاماً فما فوق. وبلغ متوسط حجم الأسرة المعيشية 2.87، أما متوسط حجم العائلات فبلغ 2.45.
بلغ العمر الوسطي للسكان 43.9 عاماً. وكانت نسبة 21% من القاطنين تحت سن الثامنة عشر، وكانت نسبة 6.8% بين الثامنة عشر والأربعة وعشرون عاماً، ونسبة 24.1% كانت واقعةً في الفئة العمرية ما بين الخامسة والعشرون حتى والأربعة وأربعون عاماً، ونسبة 30.5% كانت ما بين الخامسة والأربعون حتى الرابعة والستون، ونسبة 17.7% كانت ضمن فئة الخامسة والستون عاماً فما فوق. وتوزع التركيب الجنسي للسكان بنسبة 49.2% ذكور و50.8% إناث.